# Луна-4B
«Луна-4B» (укр. Місяць), інші назви «Луна-1960B», «Луна Є-3 № 2» — радянський космічний апарат, що мав здійснити знімки Місяця з високою роздільною здатністю з ближчої відстані

## Опис
Космічний апарат мав циліндричну форму з двома напівсферами, прикріпленими до кожної основи циліндра, біля верхньої напівсфери було прикріплено широкий фланець. Основна циліндрична частина мала діаметр приблизно 95 см. Апарат мав довжину 130 см і найбільший діаметр 120 см в місці розташування фланця. Апарат був загерметизований і мав внутрішній тиск 0,23 атм. Вздовж зовнішньої поверхні циліндра було змонтовано панелі сонячних батарей, що забезпечували живлення хімічних батарей, розташованих всередині, і жалюзі системи терморегулювання, що відкривались для охолодження радіаторів і підтримання внутрішньої температури не вище 25 °C. У верхній півсфері розташовувались фотокамери. Згори апарата стирчали чотири антени і дві знизу. На зовнішній поверхні розташовувались детектори мікрометеоритів і космічних променів. Для стабілізації апарата використовувались газові двигуни, розташовані ззовні у нижній півсфері. Для точної орієнтації відносно Сонця і Місяця мали використовуватись фотоелектричні елементи. Апарат не мав ракетних двигунів для корекції траєкторії. Апарат в польоті мав керуватись радіокомандами з Землі.
Всередині розташовувались: камера високої роздільної здатності і апаратура для проявки плівки, радіоапаратура, рушійна установка, батареї, гіроскоп для стабілізації апарата, вентилятори для регулювання температури.

## Запуск
16 квітня 1960 року о 16:07 UTC з космодрому Байконур ракетою-носієм «Восток-Л» було запущено космічний апарат «Луна-4B» типу «Луна-3Є». Прискорювач «блок Б» після запуску працював з тягою 75 % від номінальної і через 10 секунд після зльоту відпав від центрального блоку. Центральний блок з трьома бічними прискорювачами продовжили політ за своєю траєкторією до висоти 170 м, де відокремились інші три прискорювачі, оскільки конструктивно жоден не був механічно прикріплений до ракети. Прискорювачі і центральний блок летіли за випадковими траєкторіями і вибухнули при падінні на землю. Центральний блок зі станцією типу «Луна-3Є» впав за 1 км від стартового майданчика. Вибухова хвиля вибила вікна в багатьох навколишніх спорудах.
Розслідування встановило, що причиною аварії стало закривання клапана в «блоці Б» після 0,4 секунди після запуску.